# 蒙特圣萨维诺
蒙特圣萨维诺（義大利語：Monte San Savino），是意大利托斯卡纳大区阿雷佐省的一个市镇。总面积89.66平方公里，人口8709人，人口密度97.1人/平方公里（2009年）。ISTAT代码为051025。